# Anneli Sauli

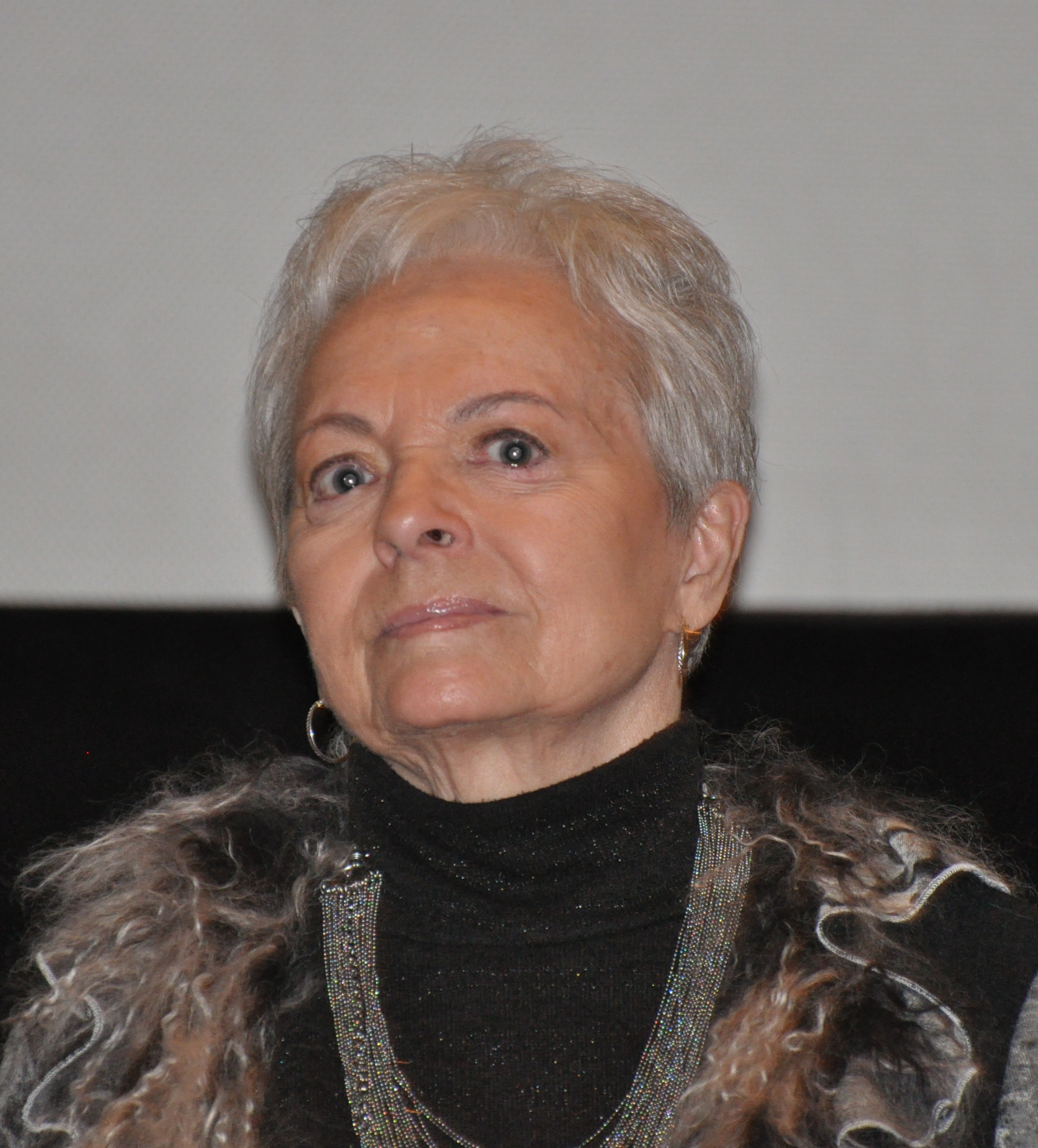
Anneli Sauli, 2011.

Anneli Helena Sauli, egentligen Pakkasvirta, född Savolainen den 6 augusti 1932 i Pyhäjoki i Finland, död 15 mars 2022 i Helsingfors, var en finsk skådespelare. Sauli var under sin karriär även politiskt aktiv och ställde upp i riksdagsvalet 2007 för Finlands kommunistiska parti.

## Filmografi (urval)
- Vi kommer med våren (1953)
- Hilja – mjölkflickan (1953)
- Ja’ ringer... i afton... (1954)
- Kalle Träskalle och Stumpen i snömannens spår (1954)
- Två glada stockflötare (1954)
- Men starkast är jorden (1955)
- Vackra Kaarina (1955)
- Något i människan (1956)
- 1957 – Ingen morgondag
- Korset och lågan (1957)
- 1918 (1957)
- Miriam (1957)
- Unruhige Nacht (1958)
- Skidspår som korsas (1958)
- Salig översten (1958)
- Inga lik i sängkammaren (1959)
- Rymdraket till kärleken (1959)
- Salem Aleikum (1959)
- Weit ist der Weg (1960)
- Fru Warrens glädjehus (1960)
- Flickan från vita skogen (1960)
- Die Toten Augen von London (1961)
- Otillåtna förhållanden (1962)
- Kvinnoläkaren dr. Sibelius (1962)
- Das Testament des Dr. Mabuse (1962)
- Hämnaren från London (1964)
- Balladen om båtflickor (1964)
- X-Baronen (1964)
- Das Siebente Opfer (1964)
- Ein Ferienbett mit 100 PS (1965)
- Lyckospelet (1965)
- En kotte under ryggen (1966)
- Släpp ingen djävul över bron (1968)
- Baltutlämningen (1970)
- Sveket (1988)
- Armon aika (1998)
- Fahrradfahren ist notwendig (1999)
- Kunniavelka (2002)
- Mannen utan minne (2002)
- Ganes (2007)
- Myrsky (2008)
- Hjärtlinje (2010)